# Kongeriget Ryukyu
Kongeriget Ryukyu (琉球王国 Ryuukyuu Oukoku) var et kongerige på Ryukyu-øerne mellem Japan og Taiwan, der eksisterede fra 1429 indtil år 1879, hvorefter kongeriget blev underlagt Japan.

## Historie
Kongeriget Rykyu blev invaderet i 1609 af en japansk hær besående af 3.000 samuraier, hvorpå kongen Sho Nei (1564-1620) blev deporteret til Kagoshima i Japan. Formelt forblev kongeriget uafhængigt, men var reelt underlagt Japan. I 1872 blev kongeriget formelt underlagt Japan. I 1879 blev monarkiet afskaffet og kongeriget blev omdannet til et japansk præfektur under navnet Okinawa.
Den amerikanske general Josef Sheetz fik af Pentagon til opgave i år 1950 at, citat: ”vinde hjerterne og erindringer” hos befolkningen på Okinawa gennem et kulturelt og politisk program. For at fastholde befolkningens identitet foranledige Sheetz bland andet, at Ryukyu fik deres eget flag som et nyt nationalt symbol i år 1950.
I 2008 anerkendte UN's Committee on Civil and Political Rights befolkningen på Okinawa, som de oprindelige hjemmehørende beboere og henstillede til den japanske regering, at regeringen skulle anerkende befolkningen som sådan med henblik på, at indføre specifikke mål for at beskytte, bevare og udbrede befolkningens kulturelle herkomst samt anerkende deres lands rettigheder.

## Flag - design og symbolik
Flaget for Kongeriget Ryukyu blev designet i år 1950 og havde tre lige store horisontale striber af blå, hvid og rød, fra top til bund af flaget. I øverste venstre hjørne af flaget på den blå stribe var en enkelt hvid stjerne.
De blå, hvide og røde striber repræsenterede henholdsvis fred, frihed og passion. Den hvide stjerne repræsenterede morgenstjernen og det symboliserede håb for begyndelsen af en ny æra af uafhængighed bygget på fred og frihed.